# Hans Freudenthal
Hans Freudenthal (Luckenwalde, 17 settembre 1905 – Utrecht, 13 ottobre 1990) è stato un matematico tedesco naturalizzato olandese, che ha fornito contributi sostanziali alla topologia algebrica e che si è occupato anche di letteratura, filosofia, storia e didattica della matematica.

## Biografia
Nasce da una famiglia ebrea e compie i primi studi nel Gymnasium di Luckenwalde; in questo periodo manifesta interesse per la matematica, ma anche verso la letteratura classica e la poesia. Nel 1923 si iscrive all'Università di Berlino dove studia matematica e fisica. Qui prepara la sua tesi sotto la supervisione di Heinz Hopf e nel 1931 consegue il dottorato con una dissertazione sulle fini dei gruppi topologici. Successivamente si trasferisce ad Amsterdam per coprire un posto di assistente di Luitzen Brouwer e sviluppa tutta la sua carriera accademica nei Paesi Bassi. 
Nel 1937 giunge a dimostrare quello che ora è conosciuto come il teorema di sospensione di Freudenthal. Nel 1941 Freudenthal viene allontanato dall'Università di Amsterdam dagli occupanti nazisti in quanto ebreo e sfugge alla deportazione solo grazie al fatto di avere una moglie non ebrea; negli anni dell'occupazione deve però fare una vita quasi clandestina e piena di difficoltà, anche finanziarie. In questo periodo gli accade di vincere un premio letterario che però deve essere ritirato da un amico che si finge l'autore. 
Alla fine della guerra gli viene offerta una cattedra all'Università di Utrecht e qui proseguirà la sua attività universitaria dal 1946 al 1975. Dopo aver sviluppato ricerche sui caratteri dei gruppi di Lie semisemplici negli anni cinquanta, si dedica alla storia della matematica e alla didattica della matematica. Nel 1971 fonda e successivamente dirige con grande entusiasmo l'Istituto per lo sviluppo dell'educazione matematica di Utrecht; esso nel 1991 sarà ribattezzato Freudenthal Institute.